# قوانین بروکلین
قوانین بروکلین (به انگلیسی: Brooklyn Rules) فیلمی محصول سال ۲۰۰۷ و به کارگردانی مایکل کورنته است. در این فیلم بازیگرانی همچون فردی پرینز، اسکات کان، مینا سوواری، جری فرارا، الک بالدوین، مونیکا کینا و روبرت تورانو ایفای نقش کرده‌اند.